# Алмалык (Кельбаджарский район)
Алмалык (азерб. Almalıq) — село в Кельбаджарском районе Азербайджана.

## География
Расположено у подножия горы Лачин, на правом берегу реки Тутгун, в 33 км к востоку от административного центра района города Кельбаджар, напротив села Гушювасы.

## Этимология названия
С азербайджанского языка название переводится как «местность где много яблонь, яблоневых садов». Идентичные топонимы фиксируются в Узбекистане, Дагестане, а также в Казахстане и Башкортостане.

## История
8 августа 1930 года был образован Кельбаджарский район Азербайджанской ССР. В 1970-х годах Алмалык являлся центром Алмалыкского сельсовета данного района.
В результате Первой карабахской войны в апреле 1993 года село Алмалык перешло под контроль непризнанной Нагорно-Карабахской Республики и согласно её административно-территориальному делению именовалось Авсатаг (Авсатах, арм. Հավսաքաղ) и входило в состав Шаумяновского района НКР.
25 ноября 2020 года на основании трёхстороннего соглашения между Азербайджаном, Арменией и Россией от 10 ноября 2020 года Кельбаджарский район возвращён под контроль Азербайджана.

## Население
По данным на 1976 год в селе проживало 284 человек. Основными занятиями жителей являлись табаководство и животноводство. Имелись школа-восьмилетка и интернат, библиотека, медпункт. До апреля 1993 года численность населения составляла 410 человек.